# Tilla Briem
Tilla Briem (* 31. März 1908 Mörchingen, Kreis Forbach, Bezirk Lothringen, Reichsland Elsaß-Lothringen, Deutsches Kaiserreich; † 20. Juli 1980 in Tierberg, Braunsbach) war eine deutsche Sängerin (Sopran) und Professorin an der Musikhochschule Hannover.

## Leben
Ihre musikalische Ausbildung erhielt Briem am Konservatorium Würzburg und in Berlin. Ab 1932 wirkte sie als Konzertsängerin. Von 1934 bis 1936 gehörte sie dem Ensemble der Berliner Staatsoper an, wo sie unter anderem die Leonore im Fidelio, die Titelrolle in Ariadne auf Naxos und die Brünnhilde in Der Ring des Nibelungen sang. Besondere Bekanntheit erlangte sie als Konzertsängerin. Internationale Gastspiele führten sie nach Frankreich, Schweiz, Ungarn und Italien, wo sie beim Maggio Musicale Fiorentino auftrat. 1938 wurde sie mit dem Musikpreis der Stadt Berlin ausgezeichnet. Sie stand 1944 auf der Gottbegnadeten-Liste.
Nach Ende des Zweiten Weltkriegs trat Briem vorwiegend am Opernhaus in Essen auf, wo sie unter anderem bei der Uraufführung von Hermann Reutters Werk Die Brücke von San Louis Rey (1954) mitwirkte. 1953 sang sie bei den Salzburger Festspielen eine Solopartie in Händels Judas Maccabaeus.
1961 folgte Briem dem Ruf als Professorin an die Niedersächsische Hochschule für Musik und Theater (später „Staatliche Hochschule für Musik und Theater“) unter der Leitung von Felix Prohaska. Dort lehrte sie Gesang in der Opernabteilung.
Briem besaß gemäß Kutsch/Riemens eine „ausdrucksvolle, in der Interpretation stilsichere Sopranstimme“. Von ihr existieren eine Reihe von Tonaufnahmen, so erschienen bei Polydor Aufnahmen der Matthäus-Passion von Johann Sebastian Bach und Ludwig van Beethovens 9. Sinfonie.

## Nachwirkungen
Die niederländische Kunstkritikerin Lucette Ter Borg (* 1962) fand bei Recherchen über die Geschichte ihrer Familie heraus, dass der Bruder ihrer Großmutter, ein in Deutschland ansässiger Gutsverwalter, seit den 1950er Jahren mit Tilla Briem verheiratet war. Laut ihren Angaben wurde Briem von Wilhelm Furtwängler in Würzburg entdeckt und nach Berlin gebracht, wo sie vor Nazigrößen auftrat und ein „Schützling Hitlers“ wurde. Hitler habe Briem einen Bechstein-Flügel geschenkt, der nach ihrem Tod im Besitz von Ter Borgs Familie verblieb. Diese Informationen verarbeitete Lucette Ter Borg, fiktionalisiert, in ihrem Debütroman Das Geschenk aus Berlin (2006).